# 小行星196256

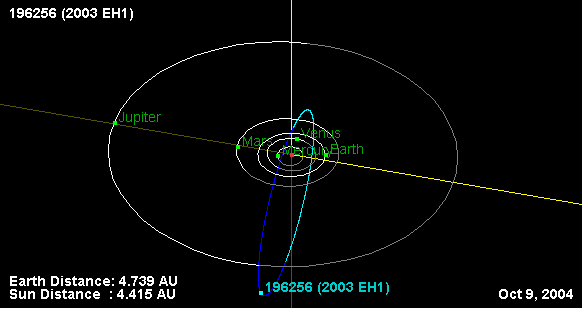
2003 EH1的軌道。

(196256) 2003 EH1是一顆小行星，在分類上是近地天體的阿莫爾群。它是美國亞利桑那州靠近旗桿市，參加洛厄爾天文台LONEOS計畫的天文學家發現的。彼得·詹尼斯肯斯（2003–2004）提出它是象限儀座流星雨的母體。2003 EH1可能是一顆熄火彗星，甚至可能與彗星C/1490 Y1有關。2003 EH1於2014年3月12日通過近日點。

## 註解
†假設反照率介於0.04（典型的熄火彗星核）和0.09之間。

## 外部連結
- Quadrantid Parent Discovered （页面存档备份，存于） (Leonid Daily News: 8 December 2003)
- 小行星196256 at NeoDyS-2, Near Earth Objects—Dynamic Site
  - Ephemeris · Obs prediction · Orbital info · MOID · Proper elements · Obs info · Physical info · NEOCC
- 小行星196256 at ESA–空間情景意識方案
  - Ephemerides · Observations · Orbit · Physical Properties · Summary
- NASA JPL小天體瀏覽器上的小行星196256